# كيفن كوين
كيفن كوين (بالإنجليزية: Kevin Quinn)‏ هو محامي أمريكي، ولد في 23 ديسمبر 1955 في كوينز في الولايات المتحدة.